# Campagne syro-russe de bombardements d'hôpitaux en Syrie
Pendant la guerre civile syrienne, les forces gouvernementales russes et syriennes mènent une campagne d'attaques aériennes axée sur la destruction systématique d'hôpitaux et d'installations médicales dans les zones qui ne sont pas sous le contrôle du régime syrien. Les responsables russes et syriens ont régulièrement nié avoir délibérément ciblé des installations médicales, malgré l'accumulation des preuves.

## Contexte
Avant que les forces russes ne prennent un rôle de combat actif dans la guerre civile syrienne, les forces gouvernementales syriennes avaient déjà ciblé et attaqué des installations médicales dans des zones qu'elles ne contrôlaient pas, à partir du début de 2012. Ces attaques comprennent une attaque en août 2012 et une en novembre 2012, toutes deux contre l'hôpital Dar al-Shifa à Alep. 
Les enquêteurs des Nations Unies qualifient les attaques de systématiques.
En 2014, la Chine et la Russie bloquent une tentative du Conseil de sécurité de l'ONU visant à envoyer le gouvernement syrien devant la Cour pénale internationale pour ces attaques.
Physicians for Human Rights estime que les installations médicales ont été attaquées plus de 300 fois entre mars 2011 et août 2015, 90 % des attaques étant menées par les forces gouvernementales syriennes,.

### Retrait de la Russie de l'accord de l'ONU
En juin 2020, la Russie annonce sa décision de renoncer à un accord volontaire de l'ONU visant à protéger les hôpitaux, les installations médicales et les livraisons d'aide humanitaire en Syrie ; en vertu de laquelle, les emplacements de ces installations ont été partagés avec les parties en conflit avec l'objectif qu'elles ne soient pas prises pour cible. La Russie avait donc accès aux coordonnées des hôpitaux fournies à l'ONU. 

## Attaques contre les installations médicales par les forces armées russes ou syriennes

### 2015 - 2018
Après que la Russie a commencé ses opérations militaires en Syrie, les bombardements aériens se sont intensifiés. En 2015, il y a eu plus de 300 attaques contre des installations médicales par les forces syriennes et russes. De mai à décembre 2016, les installations médicales ont été attaquées environ 200 fois par les forces russes et syriennes. 

### Alep
Les hôpitaux d'Alep Est ont été attaqués à plusieurs reprises. Avant mars 2016, plus de six hôpitaux avaient été attaqués dans le gouvernorat d'Alep. En avril 2016, au moins 27 personnes sont tuées par une frappe aérienne russe sur l'hôpital pour enfants, qui dispensait les soins pédiatriques de la région,. En juillet 2016, l'hôpital M2 est attaqué par attaques aériennes. À la fin du mois, six hôpitaux d'Alep ont été détruits. En octobre 2016, l'hôpital M10 est visé par des frappes aériennes. 

### Autres régions
Les attaques contre les hôpitaux ne se limitent pas à Alep. En octobre 2015, un avion russe attaque un établissement médical exploité par la Société médicale syro-américaine dans la ville de Sarmin.  En février 2016, un hôpital pour enfants est touché à Azaz par la forces russes, qui ont affirmé qu'ils visaient une infrastructure de l'EIIL. Le même mois, deux hôpitaux de Maarat al-Nouman sont attaqués par les forces syriennes, dont l'un est un établissement soutenu par Médecins sans frontières. La Syrie affirme alors que l'une des attaques a été menée par les forces américaines. En juillet 2016, un hôpital est attaqué par les forces russes à Atarib. 
En août 2016, un établissement médical est attaqué en Syrie en moyenne toutes les 17 heures. L'une de ces attaques vise le dernier hôpital en activité à Daraya, assiégée ; l'attaque est menée avec des barils explosifs remplis de napalm.  En avril 2017, un hôpital est attaqué à Maarat al-Nouman. Après une attaque chimique de Khan Cheikhoun, une clinique traitant les personnes gazées est attaquée par les forces syriennes ; en raison de cet événement, les États-Unis ont lancé une frappe de missiles contre la base aérienne de Shayrat. 
En septembre 2017, Qasioun News rapporte que des avions du régime syrien ont effectué plusieurs frappes aériennes sur l'hôpital Rahma de la ville de Khan Cheikhoun, dans le sud d'Idlib, causant des dommages matériels au bâtiment et provoquant la mise hors service de l'hôpital, ainsi que des blessés civils. En outre, des avions de combat du gouvernement syrien effectuent 3 frappes aériennes sur l'hôpital de l'Orient, près de la région de Kafranbel, au sud d'Idlib, mais aucune victime n'est signalée. Le même jour, des avions russes mènent des frappes aériennes sur l'hôpital al-Tah dans la campagne d'Idlib, tuant deux infirmières et plusieurs patients, et infligeant de lourds dégâts à l'hôpital, faisant également des blessés parmi les médecins. 
En octobre 2017, le CICR déclare que jusqu'à 10 hôpitaux ont été endommagés au cours des 10 derniers jours, privant des centaines de milliers de personnes d'accès aux soins de santé, exprimant son inquiétude face à la situation à Raqqa,  Idlib et dans la Ghouta orientale. « Au cours des deux dernières semaines, nous avons assisté à une augmentation de plus en plus inquiétante des opérations militaires, qui est corrélée à un nombre élevé de victimes civiles », a déclaré Marianne Gasser, chef de la délégation du CICR en Syrie. 
Les attaques contre les hôpitaux d'Idlib se poursuivent début 2018, à la suite de l'utilisation d'armes chimiques contre des zones contrôlées par des forces opposées au gouvernement syrien. En avril 2018, des armes chimiques sont utilisées par le régime syrien lors d'une attaque contre un hôpital à Douma; hôpital soutenu par l'ONG Syrian American Medical Society,,,.

### Depuis 2019
Le bureau humanitaire de l'ONU déclare qu'entre fin avril et juin 2019, un total de 24 établissements de santé et 35 écoles de la région d'Idlib ont été touchés par les forces du régime syrien et des raids aériens russes et des tirs de roquettes.
Les coordonnées de neuf de ces établissements de santé ont été partagées avec l'ONU, qui les a transmises à la Russie dans le but de les protéger contre les bombardements et d'encourager une certaine forme de responsabilité pour les attaques. Au lieu de cela, ces établissements ont également essuyé des attaques,. Le 15 mai 2019, les forces gouvernementales syriennes bombardent l'hôpital de maternité et pédiatrique de Tarmala dans le sud d'Idlib, détruisant complètement l'établissement, qui desservait environ 6 000 personnes par mois. Selon l'Union of Medical Care and Relief Organizations, il s'agit du 19ème établissement de santé bombardé en Syrie depuis le 28 avril. 
Le New York Times a rassemblé un grand nombre de preuves telles que des publications sur les réseaux sociaux de Syrie, des entretiens avec des témoins, des enregistrements d'organisations caritatives, des enregistrements radio de l'armée de l'air russe et des journaux d'observation d'avions, retraçant les bombardements de quatre hôpitaux du sud de la province d'Idlib, retracés et liés chacun à des pilotes russes, dont les enregistrements audio confirment chaque bombardement. Ces hôpitaux étaient l'hôpital chirurgical Nabad al Hayat, l'hôpital chirurgical Kafr Nabl, l'hôpital Kafr Zita Cave et l'hôpital orthopédique Al Amal. 
En octobre 2019, le New York Times publie un article qui prouve que les forces russes ont délibérément bombardé quatre hôpitaux dans la province d'Idlib, tenue par l'opposition, en mai 2019. Le Dr Amani Ballour, une pédiatre syrienne, qui travaillait dans un hôpital souterrain secret de la Ghouta orientale connu sous le surnom de "Cave", a déclaré que l'hôpital avait été bombardé par des avions de guerre russes le 28 septembre 2015, tuant trois infirmiers et blessant deux infirmières. Depuis 2016, les états-majors ont tout mis en œuvre pour consolider l'infrastructure au-dessus et au-dessous du sol afin qu'elle puisse résister aux bombardements. Au cours du dernier mois de la Cave, le site a été touché cinq ou six fois par des bombes barils.
En février 2020, des avions de combat russes frappent deux hôpitaux, ainsi que des zones résidentielles, dans la ville septentrionale de Darat Izza, près de la frontière turque, blessant des civils et forçant les installations médicales à fermer. À cette période, l'Organisation mondiale de la santé (OMS) déclare que plus de la moitié des établissements de santé du pays a été endommagé ou détruit depuis le début de la guerre civile en 2011.
En mai 2020, Amnesty International documente 18 attaques contre des infrastructures civiles, y compris des installations médicales, par le régime syrien ou la Russie, perpétrées entre le 5 mai 2019 et le 25 février 2020, dans et le long des zones tenues par l'opposition dans le nord-ouest de la Syrie. Le rapport de 40 pages révèle en détail comment les forces gouvernementales syriennes ont intentionnellement attaqué des infrastructures civiles telles que des écoles et des hôpitaux. Parmi les attaques documentées figurent des frappes aériennes russes près d'un hôpital de la ville d'Ariha le 29 janvier qui ont rasé au moins deux immeubles résidentiels et tué 11 civils.

## Victimes
Une ONG basée à New York, Physicians for Human Rights, qui surveille les attaques contre le personnel médical en Syrie, a documenté au moins 583 attaques de ce type entre 2011 et octobre 2019, dont 266 depuis l'intervention de la Russie en septembre 2015. Au moins 916 soignants ont été tués depuis 2011 jusqu'à la date du rapport.

## Réactions internationales
Les attaques contre les hôpitaux ont été décrites comme une "stratégie sophistiquée" dans The Interpreter. Les médecins de la zone tenue par les rebelles ont été forcés de se cacher pour survivre. 
En octobre 2015, le porte-parole du département d'État des États-Unis, John Kirby, déclare que des hôpitaux en Syrie ont été attaqués par les forces russes. En février 2016, le lieutenant-général de l'US Air Force Charles Q. Brown Jr. déclare que la Russie est responsable de d'attaques d'hôpitaux en Syrie. Fin septembre 2016, le secrétaire général des Nations unies, Ban Ki-moon, déclare que les attaques contre les hôpitaux d'Alep constituent des crimes de guerre et l'ONU accuse à plusieurs reprises le gouvernement syrien et les avions de guerre russes de mener une campagne meurtrière qui semble viser les installations médicales. 
En octobre 2016, les États-Unis mettent fin au contact direct avec les Russes impliqués dans une campagne contre l'État islamique ; la Russie suspend en retour son accord avec les États-Unis concernant la réduction du plutonium. En novembre 2016, la conseillère à la sécurité nationale, Susan Rice, lance un avertissement à la Syrie et à la Russie concernant les bombardements répétés d'hôpitaux. En février 2017, le Conseil de l'Atlantique publie un rapport documentant les bombardements russes d'hôpitaux pendant la bataille d'Alep, démenti par la Russie. Le rapport documente également l'utilisation d'armes chimiques par les forces soutenant le régime syrien. 
La Russie dément systématiquement les accusations de ciblages délibérés d'hôpitaux, cela fait partie de sa propagande de guerre, que le Kremlin réutilise de la même manière lors de bombardements d'hôpitaux en Ukraine en 2022,,. En 2019, le régime syrien est rappelé à l'ordre par le secrétaire général de l'ONU qui dément la propagande qu'il mène pour tenter légitimer les attaques sur les hôpitaux et secouristes.
Début juin 2019, après que plus de 20 hôpitaux du nord-ouest de la Syrie ont été ciblés, plusieurs dizaines de médecins éminents - dont Denis Mukwege, Peter Agre, Sarah Wollaston, Terence English, David Nott et Zaher Sahloul - appellent à une action urgente pour arrêter la campagne de bombardements par des avions syriens et russes, exhortant l'ONU à enquêter sur le ciblage d'hôpitaux répertoriés et demandant à la communauté internationale de faire pression sur la Russie et la Syrie pour qu'elles cessent de cibler les centres médicaux et annulent les coupes budgétaires aux hôpitaux et cliniques restants, désormais submergés par les réfugiés. Le Dr Mohamed Zahid, de Physicians Across Continents, une organisation médicale travaillant en Syrie, déclare que les médecins travaillant dans le nord de la Syrie, tenu par les rebelles, ne partageront plus les emplacements des installations médicales avec les Nations unies, car cela n'a pas réussi à les empêcher d'être ciblés par des frappes aériennes. Il déclare que « l'année dernière, six hôpitaux ont été attaqués, et ce mois-ci huit autres hôpitaux ont été attaqués après que leurs coordonnées aient été partagées avec l'ONU. Ainsi, la plupart des ONG en Syrie ont décidé d'arrêter ce processus ». Le secrétaire général de l'ONU, António Guterres, ouvre une enquête sur les bombardements d'hôpitaux en août 2019. 
En octobre 2019, Susannah Sirkin, directrice chez Physicians for Human Rights, déclare que « les attaques contre la santé en Syrie, ainsi que le bombardement aveugle d'infrastructures civiles, sont définitivement des crimes de guerre, et ils devraient être poursuivis au niveau du Cour pénale internationale de La Haye. Mais la Russie et la Chine ont honteusement opposé leur veto à une résolution du Conseil de sécurité qui aurait déféré ces crimes et d'autres commis en Syrie, à la cour ». 
En mai 2020, sur la base des preuves recueillies, Amnesty International déclare que les attaques russo-syriennes contre des installations médicales et d'autres infrastructures civiles violent de plusieurs lois humanitaires internationales, qui se résument à des « crimes de guerre ».
Le directeur de l'ONU pour Human Rights Watch, Louis Charbonneau, avertit : « Si la Russie pense que cela les aidera à échapper à la responsabilité des crimes de guerre, ils se trompent complètement. Nous et d'autres groupes continuerons d'enquêter et de documenter les bombardements délibérés d'hôpitaux et d'autres crimes graves commis en Syrie.

## Stratégie utilisée en Ukraine
Cette stratégie de ciblage d'hôpitaux est de nouveau employée par la Russie lors de son invasion de l'Ukraine en 2022,.